# WTA Shenzhen Open 2014
Shenzhen Open 2014 (відомий як Shenzhen Gemdale Open2014 за назвою спонсора) — тенісний турнір, що проходив на кортах з твердим покриттям. Це був другий за ліком Shenzhen Open. Належав до турнірів International у рамках Туру WTA 2014. Відбувся в Shenzhen Longgang Sports Center у Шеньчжені (Китай). Тривав з 29 грудня 2013 до 5 січня 2014 року.

## Очки і призові

### Нарахування очок
| Дисципліна       | П   | Ф   | ПФ  | ЧФ | 1/8 | 1/16 | Q   | Q2  | Q1  |
| Одиночний розряд | 280 | 180 | 110 | 60 | 30  | 1    | 18  | 12  | 1   |
| Парний розряд    | 280 | 180 | 110 | 60 | 1   | Н/Д  | Н/Д | Н/Д | Н/Д |

### Призові гроші
| Дисципліна       | П        | Ф       | ПФ      | ЧФ     | 1/8    | 1/161  | Q2     | Q1     |
| Одиночний розряд | $111,163 | $55,323 | $29,730 | $8,934 | $4,928 | $3,199 | $1,852 | $1,081 |
| Парний розряд *  | $17,724  | $9,222  | $4,951  | $2,623 | $1,383 | Н/Д    | Н/Д    | Н/Д    |

1 Кваліфаєри отримують і призові гроші 1/16 фіналу

* на пару

## Учасниці основної сітки в одиночному розряді

### Сіяні пари
| Країна    | Гравчиня          | Рейтинг1 | Сіяна |
| --------- | ----------------- | -------- | ----- |
| КНР       | Лі На             | 3        | 1     |
| Італія    | Сара Еррані       | 7        | 2     |
| Чехія     | Клара Закопалова  | 35       | 3     |
| Сербія    | Бояна Йовановські | 36       | 4     |
| КНР       | Пен Шуай          | 42       | 5     |
| КНР       | Ч Шуай            | 52       | 6     |
| КНР       | Чжен Цзє          | 53       | 7     |
| Німеччина | Анніка Бек        | 58       | 8     |

- 1 Рейтинг подано станом на 18 листопада 2013.

### Інші учасниці
Нижче наведено учасниць, які отримали вайлдкард на участь в основній сітці:
- Лю Фанчжоу
- Чжен Сайсай
- Віра Звонарьова[2]

Такі учасниці отримали право на участь в основній сітці завдяки захищеному рейтингові:
- Чжань Юнжань
- Александра Возняк

Нижче наведено гравчинь, які пробились в основну сітку через стадію кваліфікації:
- Анна-Лена Фрідзам
- Вікторія Голубич
- Людмила Кіченок
- Одзакі Ріса

### Відмовились від участі
До початку турніру
- Марія Тереса Торро Флор → її замінила  Донна Векич
- Діна Пфіценмаєр → її замінила  Надія Кіченок

Під час турніру
- Ваня Кінґ (травма правого стегна)

### Знялись
- Тімеа Бабош (хворобу шлунково-кишкового тракту)

## Учасниці основної сітки в парному розряді

### Сіяні пари
| Країна            | Гравчиня      | Країна     | Гравчиня           | Рейтинг1 | Сіяна |
| ----------------- | ------------- | ---------- | ------------------ | -------- | ----- |
| КНР               | Ч Шуай        | КНР        | Чжен Сайсай        | 95       | 1     |
| Угорщина          | Тімеа Бабош   | Хорватія   | Петра Мартич       | 123      | 2     |
| Україна           | Ірина Бурячок | Грузія     | Оксана Калашникова | 125      | 3     |
| Китайський Тайбей | Чжань Юнжань  | Словаччина | Жанетта Гусарова   | 139      | 4     |

- 1 Рейтинг подано станом на 23 грудня 2013

### Інші учасниці
Нижче наведено пари, які отримали вайлдкард на участь в основній сітці:
- Лю Фанчжоу /  Ю Сяоді
- Сюй Шилінь /  Сунь Цзіюе

### Відмовились від участі
Під час турніру
- Тімеа Бабош (хвороба шлунково-кишкового тракту)

## Переможниці та фіналістки

### Одиночний розряд
- Лі На —  Пен Шуай, 6–4, 7–5

### Парний розряд
- Моніка Нікулеску /  Клара Закопалова —  Людмила Кіченок /  Надія Кіченок, 6–3, 6–4